# Ptenoglossa
Ptenoglossa is een informele groep slakken (Gastropoda) die met zekerheid polyfyletisch is. De meeste soorten hebben een acrembole proboscis en een ptenoglosse radula (met uitzondering van de meer of minder taenioglosse Cerithiopsidae).  Deze radula is aan de carnivore leefwijze aangepast, kan zowel kort als breder zijn en bevat veel gelijkvormige, soms als een slagtand gebogen, naar de zijkant groter wordende tanden.

## Taxonomie
- Superfamilie Epitonioidea
  - Familie Epitoniidae
  - Familie Janthinidae
  - Familie Nystiellidae
- Superfamilie Eulimoidea
  - Familie Eulimidae
  - Familie Aclididae
- Superfamilie Triphoroidea
  - Familie Triphoridae
  - Familie Cerithiopsidae
  - Familie Newtoniellidae